# Каратобинський сільський округ (Жанакорганський район)
Каратоби́нський сільський округ (каз. Қаратөбе ауылдық округі, рос. Каратобинский сельский округ) — адміністративна одиниця у складі Жанакорганського району Кизилординської області Казахстану. Адміністративний центр та єдиний населений пункт — село Баспакколь.
Населення — 1611 осіб (2021; 1756 у 2009, 1676 у 1999, 1413 у 1989).
Станом на 1989 рік існувала Каратобинська сільська рада (село Каратобе).